# Oestranthrax rubriventris
Oestranthrax rubriventris är en tvåvingeart som beskrevs av Paramonov 1934. Oestranthrax rubriventris ingår i släktet Oestranthrax och familjen svävflugor. Inga underarter finns listade i Catalogue of Life.